# Kimboraga exanimus
Kimboraga exanimus é uma espécie de gastrópode  da família Camaenidae.
É endémica da Austrália.